# Adam McKay
Adam McKay (Filadelfia, Pensilvania; 17 de abril de 1968) es un guionista, director, comediante y actor estadounidense. McKay ha hecho buen tándem profesional con Will Ferrell, con quien ha coescrito películas como Anchorman: The Legend of Ron Burgundy, Talladega Nights: The Ballad of Ricky Bobby y The Other Guys. Ferrell y McKay también fundaron la página web Funny or Die por su compañía Gary Sanchez Productions.

## Primeros años
McKay nació en Filadelfia, Pensilvania, en 1968, se graduó de la Secundaria Great Valley, asistió a la Universidad Estatal de Pensilvania y a la Universidad de Temple.

## Carrera
McKay originalmente audicionó para Saturday Night Live, pero no lo logró. Sin embargo, los guiones que entregó le hicieron obtener un trabajo como guionista desde 1995 hasta 2001, incluyendo tres temporadas como el guionista principal. 
Poco después de irse de SNL, McKay se juntó con el comediante Will Ferrell para escribir las películas Anchorman, Talladega Nights, Step Brothers y The Other Guys. 
También produjo la película Tammy. 

## Vida personal
McKay tiene temblor esencial, un desorden neurológico que a veces causa que tiemble.

## Filmografía

### Cine y televisión
| Año       | Título                                      | Acreditado como | Acreditado como | Acreditado como | Acreditado como |
| Año       | Título                                      | Director        | Productor       | Guionista       | Actor           |
| --------- | ------------------------------------------- | --------------- | --------------- | --------------- | --------------- |
| 1995–2001 | Saturday Night Live                         | Sí              |                 | Sí              | Sí              |
| 2004      | Anchorman: The Legend of Ron Burgundy       | Sí              |                 | Sí              | Sí              |
| 2004      | Wake Up, Ron Burgundy: The Lost Movie       | Sí              |                 | Sí              | Sí              |
| 2006      | Talladega Nights: The Ballad of Ricky Bobby | Sí              | Sí              | Sí              | Sí              |
| 2008      | Step Brothers                               | Sí              | Sí              | Sí              | Sí              |
| 2009      | Land of the Lost                            |                 | Sí              |                 |                 |
| 2009      | The Goods: Live Hard, Sell Hard             |                 | Sí              |                 |                 |
| 2009      | Eastbound & Down                            | Sí              | Sí              |                 |                 |
| 2010      | Big Lake                                    |                 | Sí              |                 |                 |
| 2010      | Funny or Die Presents                       | Sí              | Sí              | Sí              |                 |
| 2010      | The Other Guys                              | Sí              | Sí              | Sí              | Sí              |
| 2010      | The Virginity Hit                           |                 | Sí              |                 |                 |
| 2011      | Casa de Mi Padre                            |                 | Sí              |                 |                 |
| 2012      | Bachelorette                                |                 | Sí              |                 |                 |
| 2012      | Tim and Eric's Billion Dollar Movie         |                 | Sí              |                 |                 |
| 2012      | The Campaign                                |                 | Sí              | Sí              |                 |
| 2013      | Hansel and Gretel: Witch Hunters            |                 | Sí              |                 |                 |
| 2013      | Anchorman 2: The Legend Continues           | Sí              |                 | Sí              |                 |
| 2014      | The Spoils of Babylon                       |                 | Sí              |                 |                 |
| 2014      | Tammy                                       |                 | Sí              |                 |                 |
| 2014      | Welcome to Me                               |                 | Sí              |                 |                 |
| 2015      | Get Hard                                    |                 | Sí              |                 |                 |
| 2015      | Sleeping with Other People                  |                 | Sí              |                 |                 |
| 2015      | Ant-Man                                     |                 |                 | Sí              |                 |
| 2015      | Daddy's Home                                |                 | Sí              | Sí              |                 |
| 2015      | The Big Short                               | Sí              |                 | Sí              |                 |
| 2018      | Ibiza                                       |                 | Sí              |                 |                 |
| 2018      | Vice                                        | Sí              | Sí              | Sí              |                 |
| 2021      | Don't Look Up                               | Sí              | Sí              | Sí              |                 |

## Premios y nominaciones
| Premios Óscar | Premios Óscar        | Premios Óscar    | Premios Óscar | Premios Óscar |
| Año           | Categoría            | Trabajo Nominado | Resultado     | Ref.          |
| ------------- | -------------------- | ---------------- | ------------- | ------------- |
| 2016          | Mejor director       | The Big Short    | Nominado      |               |
| 2016          | Mejor guion adaptado | The Big Short    | Ganador       |               |
| 2019          | Mejor película       | Vice             | Nominado      |               |
| 2019          | Mejor director       | Vice             | Nominado      |               |
| 2019          | Mejor guion original | Vice             | Nominado      |               |
| 2021          | Mejor película       | Don´t Look Up    | Nominado      |               |
| 2021          | Mejor guion original | Don´t Look Up    | Nominado      |               |

| Premios Globos de Oro | Premios Globos de Oro | Premios Globos de Oro | Premios Globos de Oro | Premios Globos de Oro |
| Año                   | Categoría             | Trabajo Nominado      | Resultado             | Ref.                  |
| --------------------- | --------------------- | --------------------- | --------------------- | --------------------- |
| 2015                  | Mejor guion           | The Big Short         | Nominado              | [ 6 ]                 |
| 2018                  | Mejor director        | Vice                  | Nominado              | [ 6 ]                 |
| 2018                  | Mejor guion           | Vice                  | Nominado              | [ 6 ]                 |

| Premios BAFTA | Premios BAFTA        | Premios BAFTA    | Premios BAFTA | Premios BAFTA |
| Año           | Categoría            | Trabajo Nominado | Resultado     | Ref.          |
| ------------- | -------------------- | ---------------- | ------------- | ------------- |
| 2015          | Mejor director       | The Big Short    | Nominado      | [ 7 ]         |
| 2015          | Mejor guion adaptado | The Big Short    | Ganador       | [ 7 ]         |